# Belfonds
Belfonds település Franciaországban, Orne megyében. Lakosainak száma 208 fő (2022. január 1.). Belfonds Mortrée, La Ferrière-Béchet, Macé és Sées községekkel határos.

## Népesség
A település népességének változása:
| Lakosok száma | 197  | 208  | 207  | 205  | 204  | 204  | 204  | 202  | 208  |
|               | 2013 | 2015 | 2016 | 2017 | 2018 | 2019 | 2020 | 2021 | 2022 |